# Пётч, Анетт
Анетт Пётч-Раушенбах (нем. Anett Pötzsch-Rauschenbach; род. 3 сентября 1960, Карл-Маркс-Штадт, ГДР) — бывшая восточногерманская фигуристка, в дальнейшем тренер по фигурному катанию, технический специалист ИСУ.
Олимпийская чемпионка в одиночном катании (1980), двукратная чемпионка мира (1978, 1980), четырёхкратная чемпионка Европы (1977—1980 подряд), пятикратная чемпионка ГДР (1976—1980 подряд).

## Биография
Тренировалась у тренера из ГДР Ютты Мюллер в спортклубе СК Карл-Маркс-Штадт (SC Karl-Marx-Stadt).
В 1973 заняла 3-е место на чемпионате ГДР и дебютировала на чемпионате мира. Добивалась большого преимущества в обязательных фигурах, отличалась атлетичными спортивными программами. Владела двумя тройными прыжками — тулупом и сальховом.
Окончила Институт физической культуры в Лейпциге( DHFK). 
Снялась в фильме  Кармен на льду / Carmen on Ice(1990).
После окончания спортивной карьеры из-за резкого снижения физической нагрузки и пристрастия к обильной и вкусной еде очень сильно прибавила в весе, была успешным ресторанным критиком. В 2003-05 годах в рекламных целях похудела со 85 до 54 кг, чтобы в день рождения в 45 лет представить публике ледовое шоу со своим участием.
В долгое время время Пётч работала тренером в Хемнице и Дрездене (например, тренировала  молодого германского фигуриста  Даниэля Дотцауэра) и являлась судьёй ИСУ. С лета 2017 года  она работает тренером в Мангейме.

## Личная жизнь
1-й муж: Аксель Витт, брат Катарины Витт.
2-й муж: фигурист-парником Аксель Раушенбах.
- Дочери — Клаудия (1984; от 1-го брака) и Синди (1994) Раушенбах. Клаудия занималась фигурным катанием и была чемпионкой Германии среди юниоров 2000 года в парном катании с Робином Шолковы, участницей мировых юниорских чемпионатов.

## Спортивные результаты
| Соревнования/Сезон      | 1973 | 1974 | 1975 | 1976 | 1977 | 1978 | 1979 | 1980 |
| Зимние Олимпийские игры |      |      |      | 4    |      |      |      | 1    |
| Чемпионаты мира         | 14   | 11   | 8    | 4    | 2    | 1    | 2    | 1    |
| Чемпионаты Европы       | 8    | 7    | 3    | 2    | 1    | 1    | 1    | 1    |
| Чемпионаты ГДР          | 3    | 2    | 2    | 1    | 1    | 1    | 1    | 1    |